# Сандыбеков, Назарбек Сандыбекович
Назарбек Сандыбекович Сандыбеков (род. 1928 год) — директор совхоза «Майский» Карасуского района Кустанайской области, Казахская ССР. Герой Социалистического Труда (1967).

## Биография
С 1943 по 1947 года — секретарь Сарыкольского сельсовета. С 1947 года трудился счетоводом, управляющим отделением совхоза «Джамбульский». С 1961 по 1964 года — главный агроном зерносовхоза «Кушмурунский». В 1965 году назначен директором совхоза «Майский» Карасуского района. Вывел совхоз в число передовых сельскохозяйственных предприятий Карасуского района. Во время его руководства урожайность зерновых в совхозе увеличилась до 19 центнеров с каждого гектара. Указом Президиума Верховного Совета СССР от 19 апреля 1967 года удостоен звания Героя Социалистического Труда с вручением ордена Ленина и золотой медали «Серп и Молот».
В 1967 году назначен председателем Карасуского райисполкома и в 1969 году — директором совхоза «Тагильский комсомолец» Урицкого района. С 1979 года — начальник Жандалинского районного управления сельского хозяйства.
Память
Одна из улиц села Карасу носит его имя.

## Награды
Орден Ленина
Орден Трудового Красного Знамени
Орден «Знак Почёта» — дважды